# Formació de familiars
La formació de familiars és una actuació educativa d'èxit on es formen les famílies sense estudis dels i les alumnes, majoritàriament estrangeres. Consisteix a obrir i augmentar les possibilitats formatives de les persones que conviuen amb els nens i les nenes, ja que, d'aquesta manera, l'educació no se centra només a ensenyar nous coneixements a classe sinó en què hi hagi una coordinació entre l'escola i la família per tal que, al seu domicili particular, els i les alumnes puguin reforçar els coneixements adquirits a classe.

## La implicació de les famílies

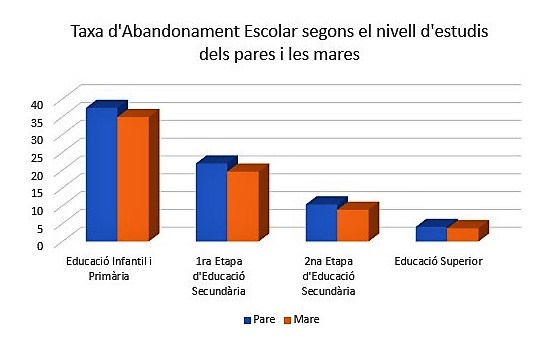

La implicació dels pares i les mares en l'aprenentatge dels seus fills i filles és vital per un correcte desenvolupament d'aquests. Tot i això, hi ha estudis que confirmen que les famílies estrangeres no participen d'una manera activa en l'aprenentatge dels nens i les nenes a causa, principalment, de la seva manca de coneixements bàsics com per exemple, l'idioma del país en el qual resideixen. Tenint en compte que la majoria de les mares i pares que necessiten aquesta formació familiar són estrangers, el principal problema de les famílies és el desconeixement de la llengua. Per aquest motiu, la principal activitat que es duu a terme en una formació de familiars acostuma a ser l'alfabetització de la llengua, tot i que també en destaquen d'altres com la informàtica o les tertúlies literàries, tot basat en el que les mateixes famílies demanen.
El resultat d'aquesta formació és la millora educativa dels i les estudiants, provocant així una major assistència a l'escola, amb més bones notes i, per tant, amb una probabilitat de graduació més alta. A més, el fet que els pares i mares adquireixin aquesta formació mínima fa que els infants millorin també en les àrees extraescolars.
Gràcies a aquesta Actuació Educativa, els nens i les nenes adquireixen millores en el seu aprenentatge, com serien:
- L'assistència a classe.
- La reducció de conflictes deguts al seu comportament.
- La motivació.
- El rendiment escolar.
- Les relacions amb persones de cultures diferents.
- Un millor nivell educatiu dins la família.
- Els pares com a referents educatius.
- Una millora en la relació dels alumnes, la família i l'escola.[4]

Segons l'informe elaborat per l'Institut Nacional d'Evaluació Educativa l'any 2016, podem afirmar que les i els alumnes de famílies amb estudis bàsics tenen cinc vegades més possibilitats de deixar l'escola inacabada. Els baixos nivells d'estudis de les famílies influeixen directament en l'abandonament escolar prematur dels i les estudiants. La formació dels pares i mares influeix més que el nivell econòmic, ja que acostumen a projectar més expectatives als seus fills i filles. A causa d'això últim, la formació de familiars no només ha de servir per a les minories migrants que no coneixen la llengua i la cultura del país, sinó que també ha de poder assistir-hi la majoria autòctona que no té estudis mínims i, per tant, no pot ajudar els seus fills i filles.
Amb això, podem concloure que l'educació de l'alumnat no només depèn del professor sinó que les interaccions amb el seu entorn familiar influeixen de manera directa en el seu rendiment escolar i, per tant, aquesta formació oferida als familiars és molt important. L'educació familiar s'ofereix més concretament a famílies amb molt poca formació acadèmica i a famílies migrants que arriben al país sense conèixer l'idioma.
Val a dir que la formació familiar pot utilitzar-se com una pràctica independent però també es pot implantar dins les comunitats d'aprenentatge juntament amb altres Actuacions Educatives d'Èxit.

## Les Actuacions Educatives d'Èxit
Les Actuacions Educatives d'Èxit són aquelles accions que contribueixen en la millora de l'aprenentatge i la convivència de les alumnes i els alumnes, i que prèviament el seu èxit ha estat demostrat per la Comunitat Científica Internacional. Aquestes Actuacions Educatives d'Èxit es duen a terme en les Comunitats d'Aprenentatge, que són un projecte centrat en una intervenció integral que té l'objectiu d'evitar l'abandonament escolar prematur i millorar el rendiment mitjançant les següents accions:
- Grups Interactius.
- Tertúlies Dialògiques.
- Formació de Familiars.
- Participació Educativa de la Comunitat.
- Model Dialògic de Prevenció i Resolució de Conflictes.
- Formació Dialògica del Professorat.[7]

## Barreres per l'èxit acadèmic
En l'àmbit familiar existeixen barreres que dificulten l'assoliment de l'èxit acadèmic en els centres educatius de primària i secundària, ja que compten amb el major nombre d'estudiants immigrants.
Moltes famílies immigrants senten por i inseguretat, fet que pot provocar un alt risc de conductes agressives i desafiants cap el món escolar, incrementant les dificultats d'integració d'aquests i aquestes estudiants.
A causa d'aquest context s'han creat una gran varietat de barreres amb les que es troben totes les famílies immigrants i que dificulten la seva participació i implicació en el centre educatiu.
Les principals barreres detectades són:
- Manca de temps per implicar-se en el centre
- Falta de relació entre família i escola
- Poca representació de les famílies immigrants en els llocs destinats a la participació de familiars. Un exemple serien les AMPAS o les AFAS.
- Manca de coneixements acadèmics
- Desconeixement de la llengua
- Falta de referents immigrants amb èxit educatiu

Tot això fa que es pensi que aquestes famílies immigrants no es preocupen per l'educació dels seus fills i filles, quan la realitat és que molts no tenen suficients coneixements sobre el centre i la seva política de participació, o tenen treballs que no els permeten implicar-se.
Actualment la majoria d'aules de l'Estat Espanyol es caracteritzen per la gran diversitat de cultures, orígens i creences religioses. Aquest fet crea noves necessitats que han de ser abordades per tal de garantir unes normes i valors adequats a aquesta diversitat.
A continuació s'explicaran uns projectes d'investigació creats per poder superar totes aquestes barreres socials.

## Projectes d'investigació
Molts estudis avalen l'existència d'una relació entre els coneixements acadèmics dels pares i mares i els resultats escolars dels seus fills i filles. Així doncs, és més probable que aconsegueixin elevats resultats acadèmics si està envoltat per familiars amb una alta titulació acadèmica.
A partir de voler fomentar una formació de familiars que garanteixi la millora dels nivells acadèmics dels nens i nenes, s'han creat diversos projectes que tenen l'objectiu comú de generar un canvi en el seu entorn familiar creant diferents programes per a enfortir el vincle familiar. Per fer tot això, s'han connectat diverses institucions que ofereixen eines i serveis per fer possible el compliment d'aquest objectiu principal i la millora de la qualitat de vida de les famílies.

### EDUFAM
EDUFAM és un projecte que té l'objectiu de millorar el Sistema Educatiu mitjançant la formació de familiars de grups vulnerables. Per a realitzar aquesta millora va ser necessari efectuar una investigació desenvolupada entre 2014 i 2017 finançada pel Pla Nacional d'Investigació Científica, Desenvolupament i Innovació Tecnològica del Govern d'Espanya. EDUFAM ha comptat amb la participació de cinc universitats espanyoles: la Universitat Rovira i Virgili, la Universitat de Barcelona, la Universitat de Valladolid, la Universitat de Sevilla i la Universitat Internacional de la Rioja, per tal de trobar les característiques i l'impacte que produeixen els programes de formació de familiars d'èxit impulsats en les escoles d'educació primària.
Aquest projecte consisteix en l'aportació de coneixement científic multidisciplinari sobre la implementació de la formació de familiars en grups vulnerables en diversos contextos. A més, també vol aprofundir en els beneficis per a l'alumnat i la seva família. A part de tot això, també es treballen objectius més específics com serien:
- La revisió de la literatura científica sobre la formació de familiars de grups vulnerables.
- Analitzar una bona formació de familiars dirigida a grups vulnerables que hagi resultat exitosa.
- Estudiar els avantatges i desavantatges que la formació de familiars té sobre l'alumnat i la seva família.
- Aprofundir en l'impacte que té aquesta formació de familiars al llarg del temps.
- Contrastar els resultats que es tenen sobre una formació de familiars amb altres experiències més internacionals que hagin aconseguit ser més exitoses.
- Divulgar les conclusions obtingudes de l'estudi per tal de promoure l'impacte i així millorar el sistema educatiu.[12]

#### Metodologia
En l'estudi s'utilitza una metodologia comunicativa on es tenen en compte els punts de vista de totes les persones que participen en la investigació. Un element fonamental de la metodologia comunicativa és la construcció conjunta del coneixement que es crea a partir d'un diàleg entre els professionals i les persones destinatàries. En la investigació d'EDUFAM es duu a terme aquesta metodologia a través de tècniques de recollida i anàlisis de la informació. Per fer-ho, es crea el Consell Assessor format pels familiars dels i les alumnes que pertanyen a grups vulnerables.

### INCLUD-ED
L'educació familiar és una de les actuacions d'èxit que es troba dins del projecte d'investigació INCLUD-ED (Estratègies per la inclusió i la cohesió social a Europa des de l'educació).
INCLUD-ED és l'únic Projecte Integrat dedicat a l'educació escolar, que se centra en la interacció entre els sistemes educatius, els agents i les polítiques, fins al nivell obligatori. Els Projectes Integrats han sigut l'instrument de major estatus científic que hi ha hagut fins ara en els Programes Marc d'Investigació de la Unió Europea. Aquest projecte analitza estratègies educatives que volen superar les desigualtats i promoure la cohesió per eliminar l'exclusió social, centrant-se sobretot en els grups més vulnerables i marginats. Té el principal objectiu de desenvolupar diverses activitats que permeten la formació de les famílies. Algunes d'aquestes activitats que es duen a terme són: cursos d'alfabetització i d'idiomes, i una bona formació en les TIC. Gràcies a tot això, els pares i mares poden ajudar els seus fills i filles amb els estudis i, alhora, aportar una imatge positiva sobre el fet d'aprendre.
El projecte està estructurat en sis subprojectes on cadascun té un objectiu específic diferent, i un sèptim que fa que tots estiguin connectats i creïn un objectiu comú, que és facilitar l'acumulació i l'avanç dels coneixements i orientar-los cap a l'elaboració de les noves estratègies educatives, com hem esmentat anteriorment, que contribueixen al desenvolupament de la cohesió social.

#### Metodologia
Per tal d'arribar al propòsit principal establert per la investigació, s'ha fet una gran revisió de la literatura científica internacional i d'avaluacions educatives com PISA, PIRLS o TIMSS. A més, s'han desenvolupat vint estudis en centres d'educació infantil, primària, secundària, formació professional i programes d'educació especial. També s'han realitzat sis estudis longitudinals amb una durada de quatre anys en centres que donen una gran importància a la participació de l'entorn. Seguidament, s'han elaborat enquestes, estudis estadístics, entrevistes i relats de vida de diversos perfils de persones com els grups vulnerables, professionals, etc. Per acabar, s'han establert grups de treball amb diferents col·lectius.
En conclusió, aquestes estratègies i tècniques d'investigació s'han executat des del punt de vista d'una metodologia comunicativa crítica d'investigació.

### EDU-ROM
EDU-ROM (Promoting the access of Roma a to lifelong learning programme (LLP), vocational education and training (VET) and employment through family education in Primary Schools) és un projecte finançat per la Comissió Europea que promou, en sis països europeus (Espanya, Romania, Irlanda, Bulgària, Grècia i la República Txeca), la posada en marxa i l'anàlisi de la formació de familiars en centres amb població gitana. Aquest grup ètnic viu una realitat cada vegada més desfavorida, ja que pateixen alts nivells d'atur, ingressos molt baixos i una esperança i una qualitat de vida molt baixa. Els nens i nenes que formen part d'aquesta cultura solen ser segregats en les escoles, i això comporta un elevat nombre d'adults gitanos sense formació.
El seu objectiu és donar accés, de forma paral·lela, a les famílies gitanes als programes d'aprenentatge permanent, de formació professional i també al mercat laboral. A més, busca tenir un impacte positiu en els nens i nenes gitanos augmentant la seva motivació per tal que assisteixin a l'escola, millorant així la seva inclusió.
Una de les activitats principals és la formació de noranta famílies gitanes. Els continguts d'aquestes formacions dependran de les necessitats que expressin els mateixos familiars.
A part d'això, també es treballen objectius més específics com serien:
- Millorar les capacitats acadèmiques de les famílies gitanes.
- Integració de persones adultes en escoles d'educació primària.
- Animar a les famílies a validar la seva formació no reglada.
- Fomentar la participació de les famílies gitanes en les activitats escolars.
- Generar referents d'èxit gràcies a la formació de les famílies.
- Crear una xarxa que connecti les escoles d'educació primària i les associacions de familiars.[17]

#### Metodologia
EDU-ROM també utilitza una metodologia comunicativa i és coordinat des de la Universitat Rovira i Virgili (Tarragona). Aquest projecte ha comptat amb un Quality Assurance Plan que garanteix la transparència en el desenvolupament i en l'avaluació. Els participants han realitzat un informe d'avaluació interna cada quatre mesos i, a més a més, amb una avaluació externa portada a terme pel CREA (Qualitiy evaluation grup) i per EPA (European Parents Association).
Els socis d'aquest projecte han utilitzat una plataforma Moodle, el correu electrònic, el telèfon i les videoconferències (Skype).
Val a dir que els cursos de formació han estat avaluats per les assemblees de familiars i del voluntariat (realitzades cada dues setmanes).
Finalment, amb aquesta metodologia han aconseguit:
- Implicar a cent cinquanta familiars gitanos en cursos de formació, amb un total de 1975 hores impartides.
- Millorar els resultats d'aprenentatge dels nens i nenes gitanes, disminuint l'abandonament escolar prematur.
- Augmentar la participació i la cooperació entre l'escola i les famílies[17]

### SALEACOM
SALEACOM és un projecte que busca encarar l'exclusió educativa i social a les escoles i Comunitats d'Aprenentatge creant una Xarxa Internacional d'Investigació. Els seus objectius es basen en:
- Augmentar l'estudi mundial de les accions educatives d'èxit amb persones en risc d'exclusió.
- Superar les desigualtats oferint programes de formació a professors i investigadors.
- Incloure l'accés i la qualitat de l'educació postobligatòria desenvolupant solucions interdisciplinar per als i les alumnes més afectats per les desigualtats.
- Crear una metodologia de recerca internacional que promogui la recerca en la vida dels i les estudiants que han estat exclosos.
- Dissenyar un programa global d'actuacions educatives d'èxit per a diversos sistemes educatius.[18]

Aquest projecte és utilitzat a l'Escola Mediterrani, a Espanya, coneguda com una escola gueto fins al 2012, quan es va transformar en una Comunitat d'Aprenentatge i va començar a aplicar les SEA. La formació d'adults promoguda en aquesta escola té un efecte transformador en els resultats educatius i en les millores personals i socials.
L'article titulat Dreams of Higher Education in the Mediterrani School Through Family Education parla sobre el funcionament de SALEACOM i analitza l'impacte que aquests programes d'educació familiar tenen en relació als i les alumnes. Un dels factors que més ha impactat en les oportunitats educatives de les famílies ha estat la pobresa. En concret, McLoyd (1998) va demostrar que viure en pobresa té efectes molt negatius en el desenvolupament de l'aprenentatge. Els esudiants immigrants i romanís són els dos grups que més han patit les desigualtat educatives degut a la segregació i a les baixes expectatives de la societat. És per aquest motiu que la formació de familiars es caracteritza per ser una estratègia clau en les polítiques europees, que garanteixen tant la integració social com l'econòmica dels immigrants.
Dins l'article es demostra, a través d'un estudi sobre una escola primaria urbana a Catalunya, com l'educació familiar és vital per a la transformació de les expectatives de l'educació superior i les expectatives dels nens i nenes per assolir-la. L'assoliment complet del coneixement per part dels pares poden afectar en el rendiment acadèmic dels seus fills i filles. A més, diferents estudis mostren la relació entre les altes expectatives que tenen els pares i mares amb l'èxit acadèmic dels i les estudiants.
Cal remarcar que els programes d'educació familiar es dirigeixen a famílies no-acadèmiques, fet que emfatitza la promoció de l'educació bàsica entre tots els membres de la comunitat. Els i les estudiant d'aquesta educació familiar aprenen a través del diàleg i la interacció. D'aquesta manera, recolzen l'èxit acadèmic de tots en comptes d'agrupar-los segons les seves capacitats, reduint privant-los així de noves oportunitats.